# Emerson Hough

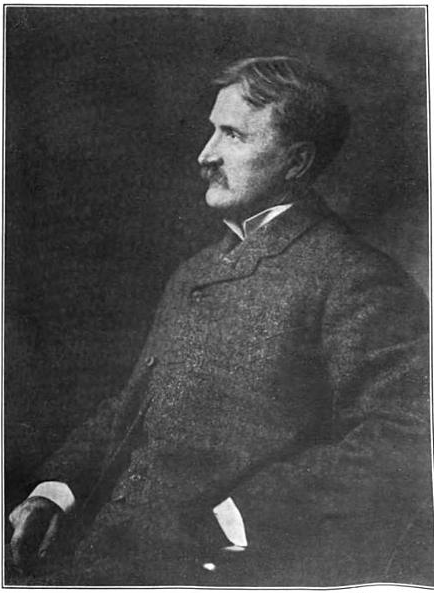
Emerson Hough

Emerson Hough född 1857, död 1923, var en amerikansk författare, mest känd för sina böcker inom westernlitteraturen.
Hough föddes i Newton i Iowa och studerade juridik vid University of Iowa. Han flyttade till White Oaks i New Mexico, där han arbetade som jurist.
Han är mest känd som romanförfattare och har skrivit The Mississippi Bubble liksom The Covered Wagon, om nybyggarna som färdades längs Oregon Trail, vilken senare blev framgångsrik som film och gick bland annat 59 veckor vid Criterion Theater i New York. Andra verk värda att nämna är Story of the Cowboy, Way of the West, Singing Mouse Stories, och Passing of the Frontier.
Han gifte sig med Charlotte Chesebro från Chicago 1897 dit han även flyttade.